# Sina (canção)
Sina é uma canção composta por Djavan para seu 5º álbum de estúdio: "Luz" de 1982. Sendo esta o maior sucesso do álbum, segundo o site Hot 100 Brasil a canção é a 8º canção mais tocada em 1986 (e não no seu ano de lançamento, em 1982).
Na letra da canção Djavan fala de um cotidiano amoroso impondo metáforas, incorporando palavras que tem alguma referência ao luminoso ou que o compositor a interpreta de tal maneira, como reveillon, natureza, beleza, neon, prazer, dom, lapidar, sonho, som, etc: "Pai e mãe, ouro de mina/Coração, desejo e sina/Tudo mais, pura rotina, jazz {…} A luz de um grande prazer é irremediável neon/Quando o grito do prazer açoitar o ar, reveillon"; no refrão se vê uma visibilidade maior da sina que o título fala, onde o compositor mescla a complexidade com metáforas: "O luar, estrela do mar/O sol e o dom, quiçá, um dia a fúria/Desse front virá lapidar/O sonho até gerar o som/Como querer caetanear o que há de bom", Djavan usa a palavra "quiçá" que significa "quem sabe?" ou "talvez"; além também de "front" que significa "frente de batalha"  ou simplesmente "frente". A palavra "lapidar" é usada como metáfora incorporando o significado de "construir", "proporcionar"; Djavan ousa também quando "cria" em sua música um novo verbo: "caetanear" que provém do nome do compositor brasileiro Caetano Veloso, tendo o significado de "compor como Caetano", usando desta maneira como uma homenagem.
Anteriormente de "Sina" estrear no álbum "Luz", Caetano Veloso a gravou no álbum: "Cores, Nomes" ainda em 1982, em prol da homenagem, Caetano troca "caetanear" por "djavanear" provindo do nome do compositor.
Por "Sina" ser considerada como um dos maiores sucessos da carreira do cantor, ela é constantemente incluída em compilações e coletâneas, Posteriormente em 1999 no álbum ao vivo: "Djavan Ao Vivo" a música é incluída no repertório do show e do álbum; 6 anos depois no álbum de regravações dançantes: Na Pista, etc. de 2005 a música fez parte do repertório sendo esta destaque do álbum e rearranjada eletronicamente pelo produtor Liminha, onde foi selecionada para a trilha sonora da telenovela "Belíssima" em 2005, como tema da personagem Giovana intepretada por Paola Oliveira. Posteriormente em 2006, na série Perfil da Som Livre, a versão dançante foi incluída na coletânea "Perfil - Djavan".

## Ficha técnica

### Cores, Nomes
Produzido por Caetano Veloso e Márcia Alvarez, com arranjos de Djavan
- Baixo Elétrico: Arnaldo Brandão
- bateria: Vinicius Cantuária
- Coro: Jane Duboc; Kika Tristão; Marizinha; Myriam Peracchi; Regininha; Sônia Burnier; Viviane Carvalho
- Guitarra: Perinho Santana
- Percussão: Bolão
- Violão Ovation e Voz: Djavan
- Voz: Caetano Veloso

### Luz
Produzido por Ronnie Foster, com arranjos de Djavan, Banda Sururu do Capote, Jorge G. dell Barrio e Ronnie Foster
- Bateria: Harvey Mason
- Contra-baixo: Abraham Laboriel
- Guitarra: Paul Jackson
- Vocal em 15 vozes e Violão Ovation: Djavan
- Violino: Anatole Kaminsky; Assa Drori; Brenton Banks; George Kast; Harry Bluestone; Karen Jones; Marshall Sosson; Nate Ross; Ron Clark; Sheldon Sanov; Stan Plummer
- Piano Yamaha e Piano Fender Rhodes: Jorge Dalto
- teclados: Ronnie Foster
- Percussão: Luis Conte

### Jazz
Produzido por Ivano Fossati
- Contra-baixo: Andy Brown
- Efeito Especial: Elio Zerial
- Guitarra: Phil Palmer
- Remix: Peter Van Hook
- Teclados: Pete Wingfield

### Parabolicamará
Produzido por Liminha
- Voz e Violão: Gilberto Gil
- Baixo: Liminha
- Teclados: William Magalhães
- Violão: Marco Pereira

### Songbook: Djavan
Produzido por Almir Chediak, com arranjo de Leandro Braga
- Baixo Elétrico: Lúcio Nascimento
- Bateria e Percussão: Robertinho Silva
- Guitarra: João Lyra
- Piano: Leandro Braga
- Saxofone Alto e Saxofone Barítono: Chico Sá
- Saxofone Tenor: David Ganc
- Trombone: Vittor Santos
- Trompete: Flávio Ferreira de Melo
- Voz: Sandra de Sá

## Covers
- Em 1983, a cantora Loredana Bertè lança o álbum "Jazz", a faixa-título do álbum: "Jazz (Sina)" é uma versão em italiano da canção sendo feita a versão por Ivano Fossati, além de que "Jazz" é uma das canções de maior destaque do álbum.[16]
- Em 1987, o grupo americano The Manhattan Transfer gravou a canção com o título "Soul Food to Go (Sina)".[17]
- Em 1992, no álbum "Parabolicamará" de Gilberto Gil, o cantor faz um cover da canção, incluindo-a na última faixa.[18]
- Em 1996, a música "Sina", na versão de Gilberto Gil é tema do seriado Confissões de Adolescente, exibido pela TV Cultura.[19]
- Em 1997, no Songbook: Djavan Sandra de Sá interpreta "Sina", a série Focus lança "O Essencial de Sandra de Sá" em 1999 na coletânea também inclui "Sina" regravação nunca publicada antes em algum álbum da cantora.[20][21]
- Em 2009, o Grupo Revelação fez um cover da música em seu álbum Ao Vivo no Morro.[22]
- Em 2011, o comediante Marcos Castro junto com seu irmão Matheus gravaram uma versão acústica da música que foi adicionada no canal deles, colocando elementos da cultura Geek à letra da música.[23]
- Em 2014, a atriz e cantora Sophia Abrahão interpreta a música para o filme Confissões de Adolescente, em que também participa como protagonista.[24]